# Путепроводы через Боровую улицу
Путепрово́ды че́рез Борову́ю у́лицу – три однопутных путепровода в Санкт-Петербурге, по которым железнодорожные пути Витебского направления Октябрьской железной дороги пересекают Боровую улицу. Были построены в 1900–1904 годах.

## Описание
Каждый путепровод состоит из трёх пролëтов. 
Пролëты образованы системой пересекающихся клëпаных балок. Устои пролëтов – параллельные металлические клëпаные крестообразные фермы, установленные на гранитных базах (фермы Финка). Материал облицовки – гранит.

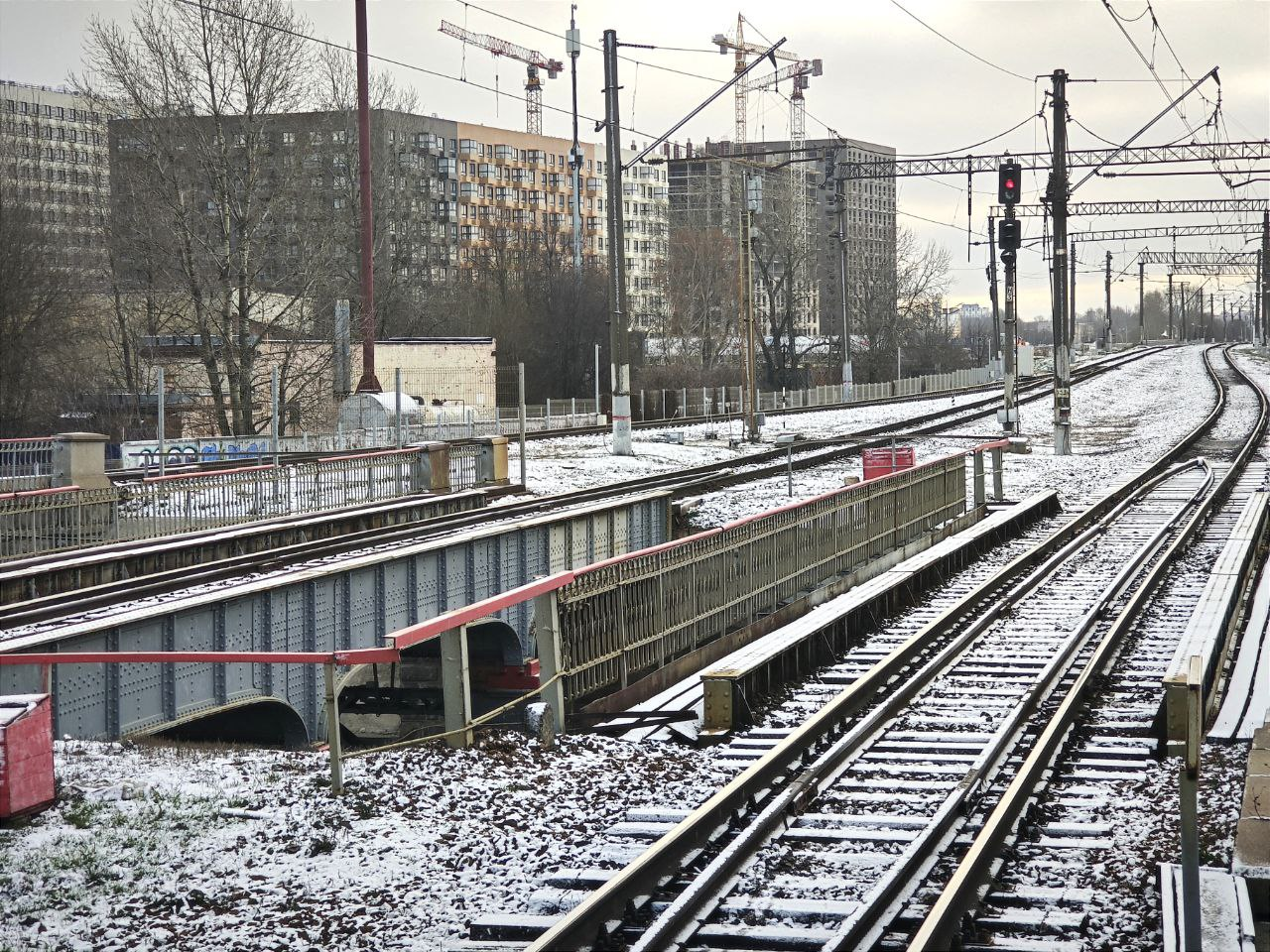
Вид на путепроводы с севера от платформы «Боровая». Западный (на фотографии – правый) путь проходит по путепроводу Императорский путь, а затем смещается к востоку (на фотографии – влево) от частично срытой насыпи Императорского пути на насыпь, строившуюся для Московско-Виндаво-Рыбинской железной дороги

По западному путепроводу (по которому раньше проходил Императорский путь) и среднему путепроводу проложены электрифицированные пути, используемые для движения пригородных поездов (участок Ленинград – Павловск был электрифицирован в 1953 году). По восточному путепроводу проходит неэлектрифицированный путь.  Ограничение высоты под путепроводами – 3.5 метра. 
Адреса сооружений – г. Санкт-Петербург, Витебское направление ж. д., «путепровод через Боровую ул.», литера А и литера Б.

## История

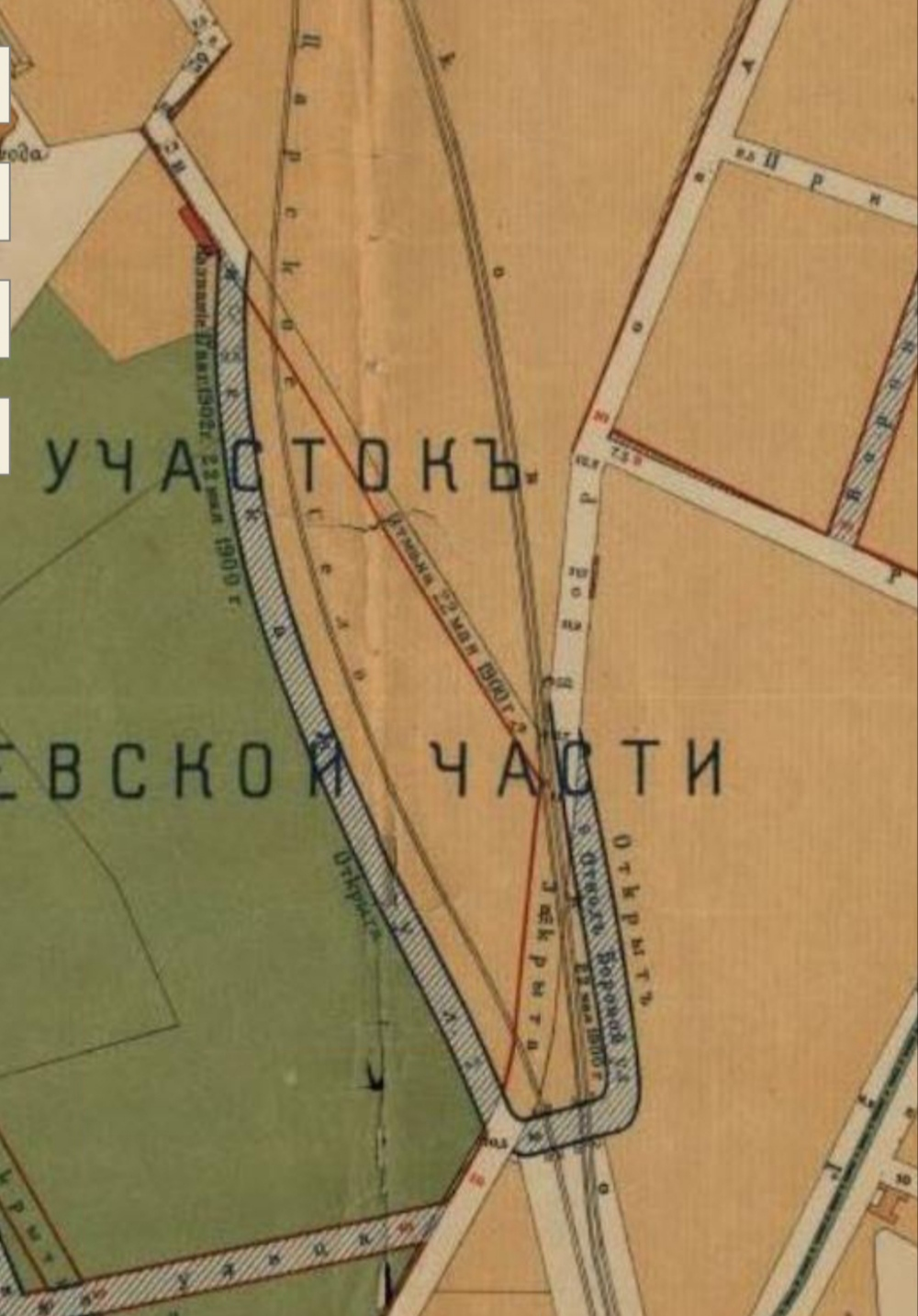
План Санкт-Петербурга с изменениями дорожной сети в период с 1880 по 1907 годы. Отмечены три путепровода, ликвидированные части Сукина переулка и Боровой улицы и новые проезды Боровой улицы и Рыбинской улицы

До начала 1900-х к югу от Обводного канала располагались железнодорожные переезды Сукина переулка и Боровой улицы с Царскосельской железной дорогой с  шириной колеи 6 футов (1829 мм). В 1900 году Московско-Виндаво-Рыбинская железная дорога приобрела Царскосельскую железную дорогу и начала её реконструкцию. Начался демонтаж старого здания переименованного в Царскосельский Санкт-Петербургского вокзала (ныне –  Витебский вокзал), подходящие к нему пути были подняты на насыпь для ликвидации переездов с набережными Обводного канала, колея была перешита на ширину 5 футов 1524 мм). Также от Царскосельского вокзала до Императорского павильона Царского Села (ныне – город Пушкин) был проложен выделенный путь для поездок императорской семьи и делегаций. Инженером Вениамином Персоном были спроектированы навес у Императорского павильона Царскосельского вокзала (был разобран в советское время), дебаркадер Царскосельского вокзала, мосты через Обводный канал и аналогичные им путепроводы через Боровую улицу, трасса которой была изменена: был проложен путь на юг вдоль новой насыпи к проходящему под путепроводами проезду к Черниговской улице и новому участку переименованного в Рыбинскую улицу Сукина переулка. Переезды на участке прохождения насыпи были демонтированы. При строительстве были использованы фермы Финка, являвшиеся передовыми для рубежа XIX – XX веков инженерными конструкциями. По сравнению с общеприменимыми в конце XIX  века фермами Пратта и Больмана они являются более эффективными и лëгкими.
Разрешëнная высота для автотранспортных средств 3.5 метра является недостаточной для движения крупных грузовых автомобилей, которые нередко застревают под путепроводами, несмотря на наличие соответствующих запрещающих знаков. По аналогии с низким мостом, по которому Софийская улица пересекает реку Кузьминку, путепроводы над Боровой улицей называют мостом глупости.

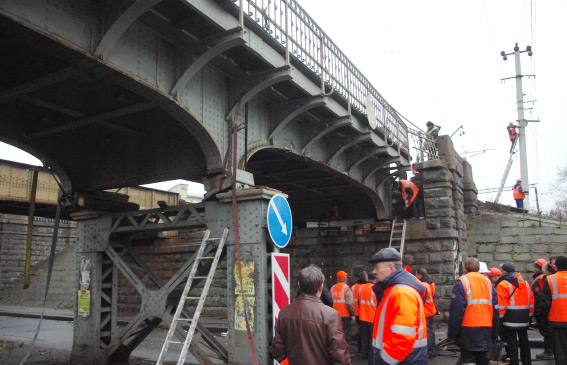
Восстановление положения смещëнного пролëта западного путепровода 25 ноября 2011 года

25 ноября 2011 года двигающийся со стороны Черниговской улицы грузовой автомобиль врезался кабиной в нижний пояс ферм западного путепровода, по которому в тот момент двигался пригородный поезд. От удара произошло смещение пролëта на 0.5 метра, движение по путепроводу было на некоторое время прервано.
В 2018 год КГИОП выдал отказ в ответ на заявку на включение путепроводов над Боровой улицей в реестр выявленных объектов культурного наследия.